# Dreams (Will Come Alive)
Dreams (Will Come Alive) (en español: Los sueños cobrarán vida) es una canción de eurodance de la banda neerlandesa 2 Brothers on the 4th Floor, lanzada en junio de 1994 como el cuarto sencillo de su álbum debut: Dreams.
Alcanzó el número uno en los Países Bajos, el 2 en Israel y el top 20 en 6 países de Europa, siendo hasta la actualidad el sencillo más exitoso de la banda.

## Rendimiento en listas
Fue un gran éxito en varios países de Europa, donde alcanzó el Top 10 en Bélgica, Finlandia e Italia. Además, fue Top 20 en Dinamarca, Islandia y Suecia, y un Top 30 en Alemania.
La canción dio un golpe enorme en Israel; siendo la número 2 y en Europa alcanzó el 25 en el European Hot 100 Singles; en octubre de 1994.
Increíblemente, en el Reino Unido solo alcanzó el número 93 en su primera y única semana en el UK Singles Chart; el 9 de julio de 1994.

## Crítica
James Hamilton, de la revista británica Music Week, describió la canción como: «una chica estridente y estridente de estilo rave a la vieja usanza llorando y a veces inevitable gruff gruff rapeó euro hit».

## Videoclip
Un video musical se hizo para acompañar la canción y fue dirigido por Czar.
Un niño negro y una niña blanca juegan con un DMC DeLorean, mientras Desray y los Boer cantan. Los infantes simbolizan a la banda de niños y los sueños que estos tienen en su inocencia sobre la adultez, como tener un auto elegante o ser bailarina.
El videoclip fue subido a YouTube de manera oficial en marzo de 2013 y para agosto de 2021 contaba más de 5.6 millones de visualizaciones.